# Attentati di Londra del 7 luglio 2005
Gli attentati di Londra del 7 luglio 2005 furono una serie di esplosioni causate da attentatori suicidi che colpirono il sistema di trasporti pubblici della capitale britannica durante l'ora di punta, mentre molte persone si recavano al lavoro. Tre treni della metropolitana furono colpiti quasi contemporaneamente e dopo poco meno di un'ora esplose un autobus. Gli attacchi causarono 56 morti, inclusi gli attentatori, e circa 700 feriti, di cui un centinaio venne ricoverato in ospedale.
L'attentato avvenne proprio mentre nel Regno Unito, nei pressi di Edimburgo, si stava tenendo il 31º vertice del G8; inoltre, il giorno precedente era stata festeggiata la scelta della capitale inglese come sede delle Olimpiadi del 2012. Gli attentati portarono alla chiusura completa della metropolitana londinese per alcuni giorni, al blocco di molte strade circostanti le stazioni colpite, e alla sospensione delle corse degli autobus nella zona centrale per gran parte del giorno.
Gli investigatori in seguito identificarono in quattro persone, decedute, i responsabili degli attacchi. Secondo un articolo del The Guardian si ipotizza che gli attentatori abbiano agito da soli, per motivi religiosi, con un budget ristretto, nonostante Al Qaida ne abbia rivendicato la responsabilità. Quattro attentatori per quattro attacchi separati, tutti giovani britannici tra i 18 e i 30 anni, che vivevano quelle che sembravano delle vite normali. Dopo gli attacchi, si è scoperto che avevano tutti dei legami con l'estremismo islamico.
Il 21 luglio 2005 si verificò una seconda serie di quattro esplosioni su convogli della metropolitana di Londra e su un autobus. Esplosero solo i detonatori e non le cariche e non ci furono vittime; gli attentatori, dopo i malfunzionamenti degli ordigni, fuggirono ma furono in seguito tutti arrestati.

## Attentati
L'allora ministro dell'interno Charles Clarke riferì alla Camera dei Comuni che erano state confermate 4 esplosioni: tre sulla metropolitana, nel centro di Londra e una su un autobus a due piani, durante l'ora di punta. Vennero ritrovati anche due pacchi sospetti su treni della metropolitana, per precauzione furono eliminati con esplosioni controllate; più tardi la polizia affermò che non si trattava di ordigni.

### Attacco alla rete metropolitana

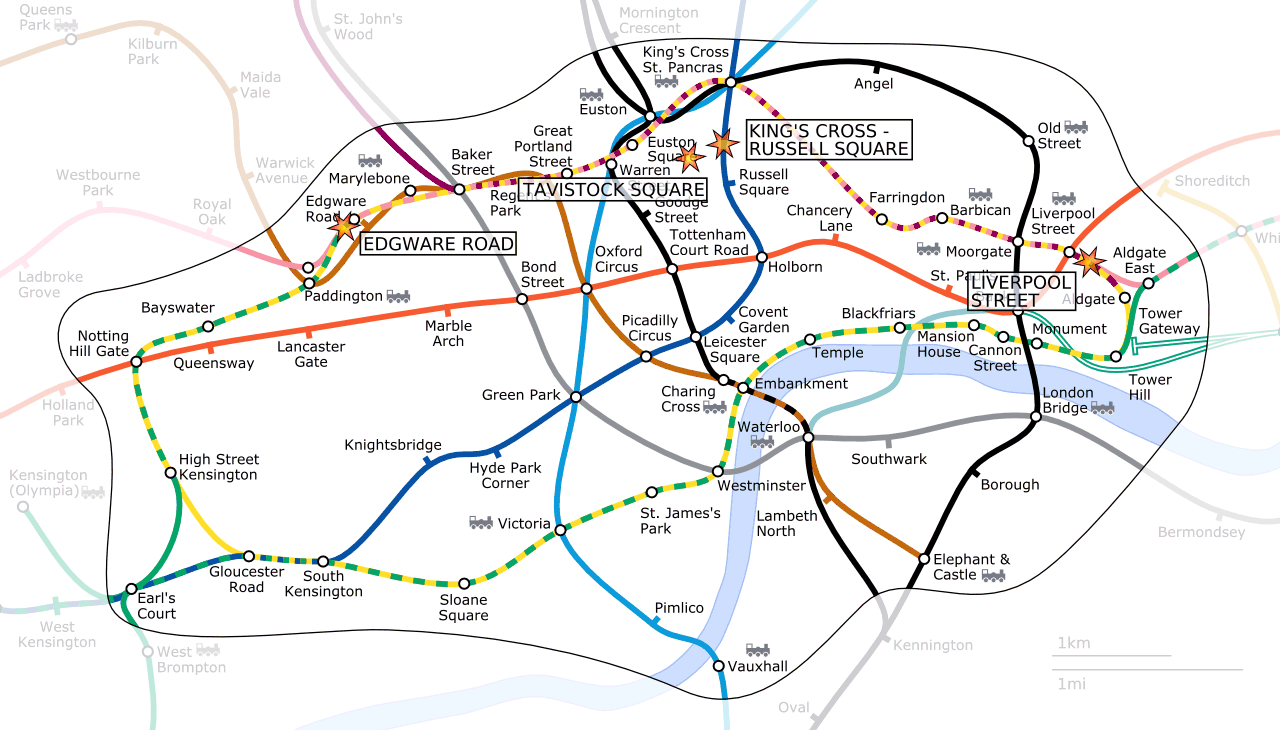
Una pianta della rete metropolitana di Londra che mostra i quattro punti colpiti dagli attentati

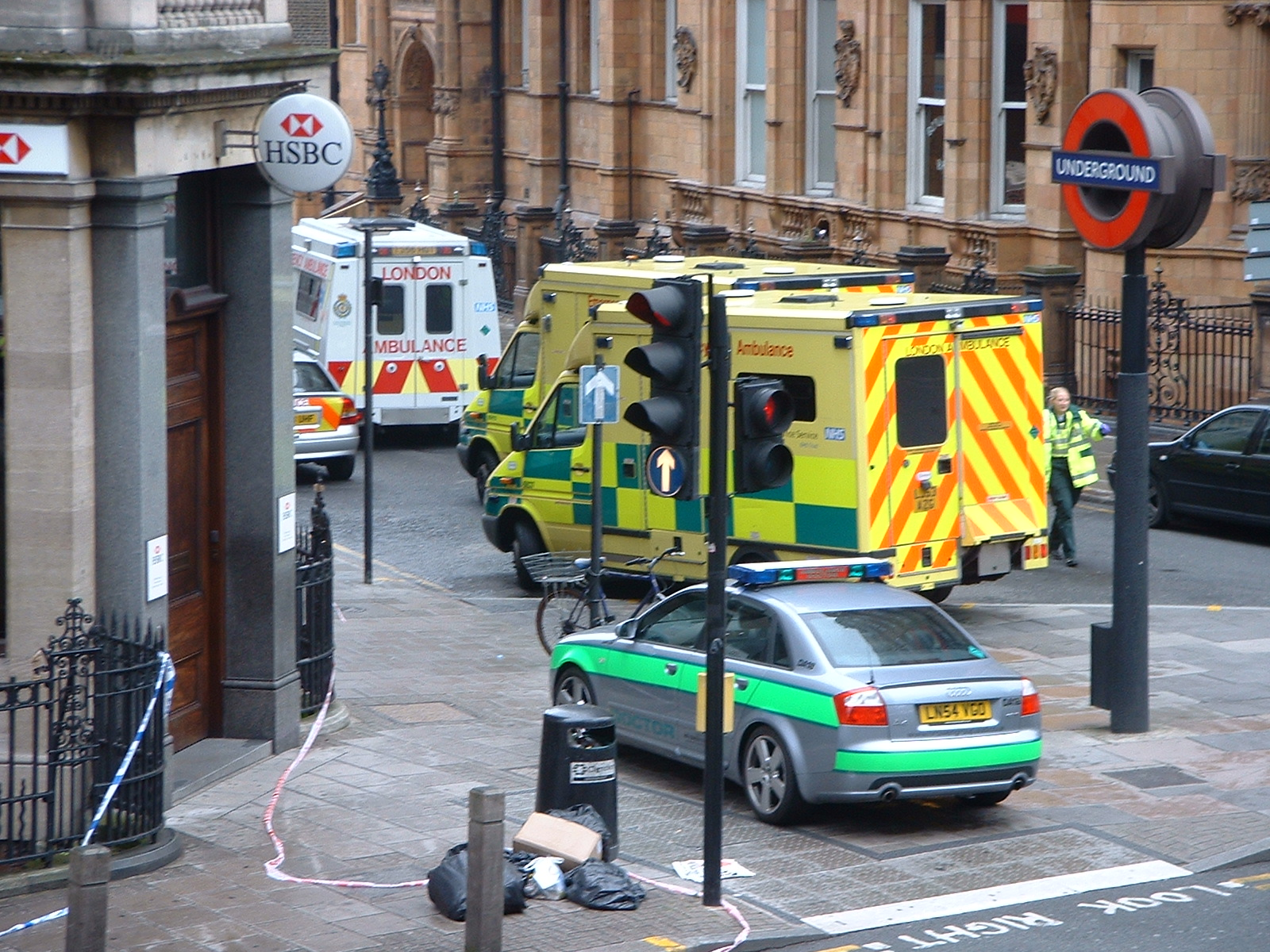
I soccorsi alla stazione della metropolitana di Russell Square

Alle 08.50 (ora locale), tre bombe esplosero a distanza di 50 secondi l'una dall'altra in vari punti della metropolitana di Londra:
- La prima bomba esplose sul terzo vagone del treno numero 204 della linea Circle in transito tra le stazioni di Liverpool Street e Aldgate. L'esplosione avvenne nel tunnel a poco meno di 100 metri dalla stazione di arrivo, e provocò la morte di 7 persone oltre a quella dell'attentatore; fu danneggiato anche il binario parallelo della linea Hammersmith & City tra la stazione di Liverpool Street e quella di Aldgate East.
- La seconda bomba esplose sul secondo vagone del convoglio numero 216 della linea Circle mentre era appena ripartito dopo una sosta presso la stazione di Edgware Road per dirigersi alla stazione di Paddington. L'esplosione uccise 6 persone e l'attentatore, danneggiò un altro treno della stessa linea che procedeva in direzione opposta[4] e un muro di separazione che collassò più tardi.
- La terza bomba esplose sulla linea Piccadilly sul treno numero 311 tra le stazioni di King's Cross St. Pancras e Russell Square, a 450 metri dalla stazione di partenza. L'esplosione si verificò nel retro del primo vagone del convoglio, coinvolgendo anche il secondo e danneggiando seriamente anche il tunnel circostante. In questo attentato morirono 26 persone oltre all'attentatore.

Si pensa che gli effetti delle esplosioni abbiano variato molto a seconda delle diverse caratteristiche delle gallerie. La linea Circle è stata realizzata con il metodo del taglia e copri (tecnica che prevede uno scavo in cui viene realizzata la sede dei binari poi ricoperta), quindi è una linea di sub-superficie, a una profondità di 7 m con tunnel abbastanza larghi che ospitano due binari paralleli. Le due esplosioni su questa linea causarono meno vittime rispetto all'altra forse proprio a causa del maggior volume della galleria che ridusse l'effetto degli ordigni.
La linea Piccadilly invece è una linea di profondità, si trova 30 m sotto la superficie, con gallerie larghe solo 3,5 m e che ospitano un solo binario, e con un'intercapedine tra i muri e i treni di 15 cm. In questo spazio ristretto la forza dirompente fu concentrata, accentuandone l'effetto e causando il maggior numero di vittime.

### Esplosione sull'autobus a due piani
Alle ore 09:47 locali un'esplosione si verificò a Tavistock Square a bordo dell'autobus a due piani numero 30 mentre era in viaggio da Marble Arch ad Hackney Wick; morirono sul colpo 13 persone oltre all'attentatore.
L'autobus, partito da Marble Arch alle 09:00, alle 09:35 alla stazione degli autobus di Euston e alle fermate successive si riempì di persone che erano state evacuate dalla metropolitana. Il mezzo quindi effettuò una deviazione rispetto al suo normale tragitto a causa di tratti di strada chiusi nella zona di King's Cross per le precedenti esplosioni, venendo così a transitare per Tavistock Square; non è chiaro quando e dove sia salito a bordo l'attentatore suicida. L'esplosione staccò il tetto del piano superiore e distrusse la parte posteriore, lasciando quasi intatta la parte anteriore. Testimoni affermarono di avere visto «volare in aria mezzo autobus».
L'autista e molti dei passeggeri che si trovavano davanti sopravvissero, a differenza di quelli situati nella parte posteriore, su entrambi i piani. La violenza dell'esplosione rese difficile il conteggio e l'identificazione dei corpi delle vittime. Anche alcuni passanti furono feriti dall'esplosione e alcuni edifici vicini furono danneggiati da frammenti di materiale.
La detonazione avvenne vicino alla sede dell'Associazione dei Medici Britannici, in Upper Woburn Place che riuscirono a prestare immediato soccorso alle vittime.

## Vittime
| Nazionalità   | Morti |
| ------------- | ----- |
| Regno Unito   | 32    |
| Polonia       | 3     |
| Vietnam       | 2     |
| Italia        | 2     |
| Francia       | 1     |
| Ghana         | 1     |
| Afghanistan   | 1     |
| India         | 1     |
| Nuova Zelanda | 1     |
| Mauritius     | 1     |
| Romania       | 1     |
| Nigeria       | 1     |
| Sri Lanka     | 1     |
| Turchia       | 1     |
| Iran          | 1     |
| Grenada       | 1     |
| Israele       | 1     |
| Kenya         | 1     |
| Totale        | 52    |

Gli attentati sono stati il più grave attacco a Londra dalla seconda guerra mondiale e il secondo più sanguinoso attacco terroristico nel Regno Unito dopo Lockerbie in cui ci furono 270 morti.

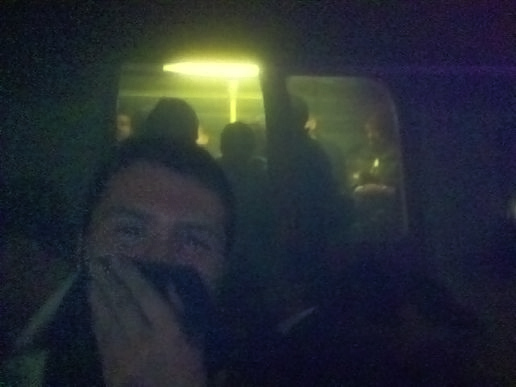
Persone intrappolate nei convogli della metropolitana

| Numero di vittime           | Numero di vittime |
| --------------------------- | ----------------- |
| Aldgate                     | 7                 |
| Edgware Road                | 6                 |
| King's Cross                | 26                |
| Tavistock Square            | 13                |
| Numero totale delle vittime | 52                |
| Attentatori suicidi         | 4                 |
| Morti totali                | 56                |

Aldgate:
- Lee Baisden (34)
- Benedetta Ciaccia (30)
- Richard Ellery (21)
- Richard Gray (41)
- Anne Moffat (48)
- Fiona Stevenson (29)
- Carrie Taylor (24)

Edgware Road:
- Michael Stanley Brewster (52)
- Jonathan Downey (34)
- David Graham Foulkes (22)
- Colin William Morley (52)
- Jennifer Vanda Nicholson (24)
- Laura Webb (29)

Russell Square:
- James Adams (32)
- Samantha Badham (35)[8]
- Phillip Beer (22)
- Anna Brandt (41)
- Ciaran Cassidy (22)
- Elizabeth Daplyn (26)
- Arthur Frederick (60)
- Emily Jenkins (24)
- Adrian Johnson (37)
- Helen Jones (28)
- Karolina Gluck (29)
- Gamze Gunoral (24)
- Lee Harris (30)[8]
- Ojara Ikeagwu (56)
- Susan Levy (53)
- Shelley Mather (25)
- Michael Matsushita (37)
- James Mayes (28)
- Behnaz Mozakka (47)
- Mihaela Otto (46)
- Atique Sharifi (24)
- Ihab Slimane (24)
- Christian Small (28)
- Monika Suchocka (23)
- Mala Trivedi (51)
- Rachell Chung For Yuen (27)

Tavistock Square:
- Anthony Fatayi-Williams (26)
- Jamie Gordon (30)
- Giles Hart (55)
- Umberto Altieri (22)
- Marie Hartley (34)
- Miriam Hyman (31)
- Shahara Islam (20)
- Neetu Jain (37)
- Sam Ly (28)
- Shayanuja Parathasangary (30)
- Anat Rosenberg (39)
- Philip Russell (28)
- William Wise (54)
- Gladys Wundowa (50)

## Indagini
La polizia ha esaminato circa 2.500 filmati provenienti da telecamere a circuito chiuso e reperti rinvenuti sui luoghi degli attentati, cercando anche tracce per compiere esami del DNA. Si ritiene che ognuna delle quattro bombe fosse composta da 4,5 kg di esplosivo casalingo, il perossido di acetone.

### Sospetti

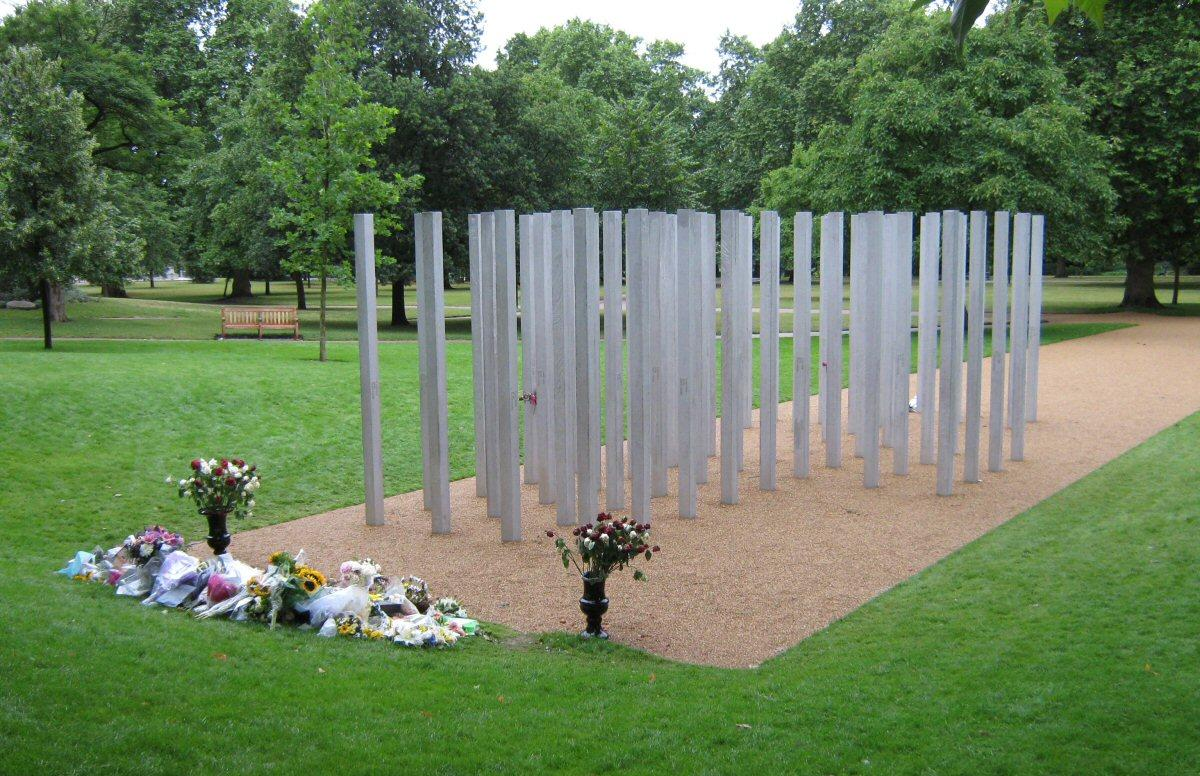
Monumento costruito in memoria delle vittime degli attentati a Hyde Park

Una conferenza stampa della polizia il 12 luglio ha fornito ulteriori informazioni sui progressi delle indagini. Gli investigatori hanno diretto la loro attenzione su un gruppo di quattro uomini, tre dei quattro provenienti da Leeds, nel West Yorkshire. Tutti e quattro sono arrivati a Londra la mattina del 7 luglio alle 8.30 circa dove sono stati ripresi da una telecamera a circuito chiuso alla stazione di King's Cross (la stazione di Londra in cui arrivano i treni dallo Yorkshire). Effetti personali di tre uomini del gruppo sono stati trovati nei pressi dei luoghi degli attentati alla metropolitana, mentre oggetti appartenenti al quarto uomo sono stati ritrovati sull'autobus esploso. Si pensa che tutti e quattro siano morti nelle esplosioni, e che i tre degli attentati alla metropolitana fossero molto probabilmente attentatori suicidi. La polizia ha effettuato sei perquisizioni nell'area di Leeds il 12 luglio: in due abitazioni a Beeston, in altre due a Thornhill, una a Holbeck e in una a Burley. Un uomo è stato arrestato. Un veicolo ritenuto collegato agli attentati è stato trovato alla stazione ferroviaria di Luton ed è stato sottoposto a esplosioni controllate.
Secondo la polizia del West Yorkshire, una «quantità significativa» di materiale esplosivo è stata ritrovata durante le perquisizioni a Leeds. Sono stati rinvenuti esplosivi anche nel veicolo parcheggiato alla stazione di Luton.
La polizia ha effettuato perquisizioni anche in un'abitazione nella città di Aylesbury, nel Buckinghamshire il 13 luglio.
Secondo i media le seguenti persone sarebbero sospettate di avere partecipato agli attacchi:
- Hasib Hussain: attentatore suicida sull'autobus n° 30, 19 anni da Colenso Mount, Leeds.
- Shehzad Tanweer: attentatore suicida sul treno ad Aldgate, 22 anni da Colwyn Road, Leeds.
- Mohammad Sidique Khan: attentatore suicida sul treno a Edgware Road, 30 anni, sposato e padre da poco, risiedeva a Dewsbury, vicino a Leeds.
- Lindsay Germaine: attentatore suicida sul treno della linea Piccadilly, circa 30 anni, di origine giamaicana, abitava a Aylesbury.
- Non identificato: cospiratore visto nel filmato della telecamera a circuito chiuso con i quattro attentatori, si crede sia il realizzatore delle bombe e l'organizzatore della cellula. Viene descritto come un pakistano sulla trentina, entrato in Gran Bretagna attraverso un porto nel giugno 2005.
- Ejaz Fiaz (conosciuto anche come Eliaz Fiaz) presunto cospiratore, circa 30 anni da Beeston, Leeds. Inizialmente si pensava fosse l'attentatore suicida sul treno della linea Piccadilly.
- Magdi Asdi el-Nashar, un insegnante di chimica di origine egiziana che ha lasciato il paese, aveva affittato una casa dove sono stati ritrovati gli esplosivi, conosceva molti membri della cellula, arrestato a il Cairo dalla polizia egiziana il 15 luglio
- Mustafa Setmariam Nasar: sospetto pianificatore degli attentati ritenuto anche l'organizzatore degli attentati dell'11 marzo 2004 a Madrid.

### Rivendicazione

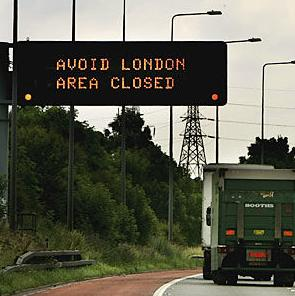
Segnaletica sulla Motorway M25, l'autostrada a forma di anello che circonda Londra, che sconsiglia agli autisti il passaggio in città

Alle 11:10 UTC circa del 7 luglio 2005, la BBC e il sito del quotidiano tedesco Der Spiegel riportavano che in un sito web conosciuto per essere utilizzato da consociate di Al Qaida era stato pubblicato un testo che rivendicava la responsabilità per gli attentati di Londra. La rivendicazione, sul forum Al Qaleah (il Castello) è stata postata dal gruppo «Organizzazione Segreta – Al-Qaida in Europa».
La dichiarazione rivendica gli attacchi come risposta al coinvolgimento britannico in Iraq e in Afghanistan. La lettera avverte anche gli altri governi coinvolti in Iraq, menzionando in particolare Italia e Danimarca di lasciare l'Iraq e l'Afghanistan. Un commentatore saudita a Londra, affermò che l'arabo utilizzato nel testo era grammaticalmente poco accurato, e che una citazione dal Corano era scorretta, diversamente da altri documenti diffusi da Al-Qaida. Tuttavia la pista che portava ad AQ restava la più probabile data la complessità del piano.
L'attacco presenta similitudini con quello circa un anno prima alla stazione ferroviaria di Madrid e fa quindi ipotizzare la responsabilità di Al Qaida.
Il coinvolgimento dell'organizzazione terroristica è molto probabile, dato che nell'attacco di Londra sono presenti molte caratteristiche riscontrabili anche in altri attentati compiuti da Al Qaida:
- bombe che vengono fatte detonare quasi simultaneamente
- nessun avvertimento da parte degli attentatori
- attentati compiuti nella prima mattinata per attirare l'attenzione sopra tutte le altre notizie per almeno un giorno intero
- bombe fatte esplodere in un orario e in un luogo dove fosse possibile provocare il maggior numero di morti e feriti tra la popolazione civile.

#### Brigata Abu Hafs al Masri
Una seconda rivendicazione è apparsa su Internet il 9 luglio, attribuendo la responsabilità degli attacchi a un altro gruppo legato ad Al Qaida, la brigata Abu Hafs al Masri. Il gruppo aveva in precedenza rivendicato eventi che erano in realtà causati da problemi tecnici come il blackout di Londra del 2003 e quello del Nord America sempre nello stesso anno. La stessa organizzazione aveva rivendicato la propria responsabilità negli attentati dell'11 marzo 2004 a Madrid.

### Rapporti iniziali ed esercitazioni antiterrorismo concomitanti

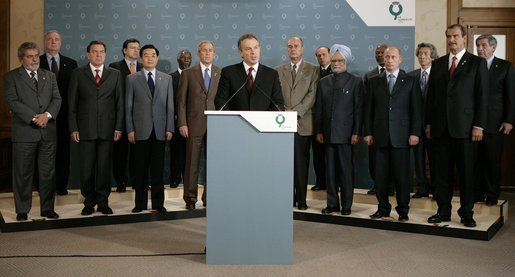
Il primo ministro del Regno Unito Tony Blair rende noti gli attentati alla nazione e al mondo subito dopo il trentunesimo summit dei G8 tenutosi a Edimburgo

I rapporti iniziali sugli accaduti del 7 luglio includono informazioni su esercitazioni antiterrorismo operate dalla società Visor Consulting che erano in atto in quello stesso giorno. Per quella che appare come una rarissima coincidenza, nelle stesse ore dell'attentato, la compagnia Visor Consultants, in collaborazione con altri enti, stava conducendo un'esercitazione antiterrorismo basata su uno scenario terroristico molto simile a ciò che è realmente accaduto, secondo l'addetto della stessa Visor Consulting Peter Power. Questi, in un'intervista radiofonica con BBC Live Five, dichiarò:
BBC Radio - C'erano esercitazioni il giorno delle bombe di Londra, il 7/07/05:

## Gli attentati nella cultura di massa
- Il film London River, diretto da Rachid Bouchareb nel 2009, racconta la storia di un uomo e una donna alla ricerca dei rispettivi figli, scomparsi in seguito agli attentati.
- Nel film V per Vendetta, uscito cinque mesi dopo gli attentati, compaiono alcuni spezzoni di immagini video che fanno riferimento agli attacchi.

Nel 2017 il cantante Mika dichiarò in diretta, durante la trasmissione del programma televisivo Stasera casa Mika, di essere uno dei sopravvissuti agli attentati, i quali hanno ispirato la scrittura del brano di successo Relax, Take It Easy.